# پارک انگلیسی، ایروان
پارک انگلیسی (ارمنی: Անգլիական այգի) یک پارک در شهر ایروان، ارمنستان است.
این پارک که در دهه ۱۸۶۰ میلادی ساخته شده دارای ۵٫۵ هکتار وسعت می‌باشد و در ناحیه کنترون قرار دارد.
پارک انگلیسی یکی از قدیمی‌ترین پارک‌های شهر ایروان می‌باشد که تاریخ آن به دهه ۱۸۶۰ میلادی بازمی‌گردد این پارک مکرراً تا زمان جنگ جهانی اول نوسازی شده‌است که مهم‌ترین آن ۱۹۱۰ صورت گرفته‌است در سال ۱۹۲۰ نخستین بازی فوتبال در تاریخچه نوین ارمنستان در این پارک میزبانی شد جایی که تیم‌هایی از ایروان و آلکساندراپول در آن به رقابت پرداختند. در طول سال‌های شوروی این پارک با نام 26 Baku Commissars نامیده می‌شود پس از استقلال ارمنستان به نام اصلی خود واگردانی شد.

## نگارخانه

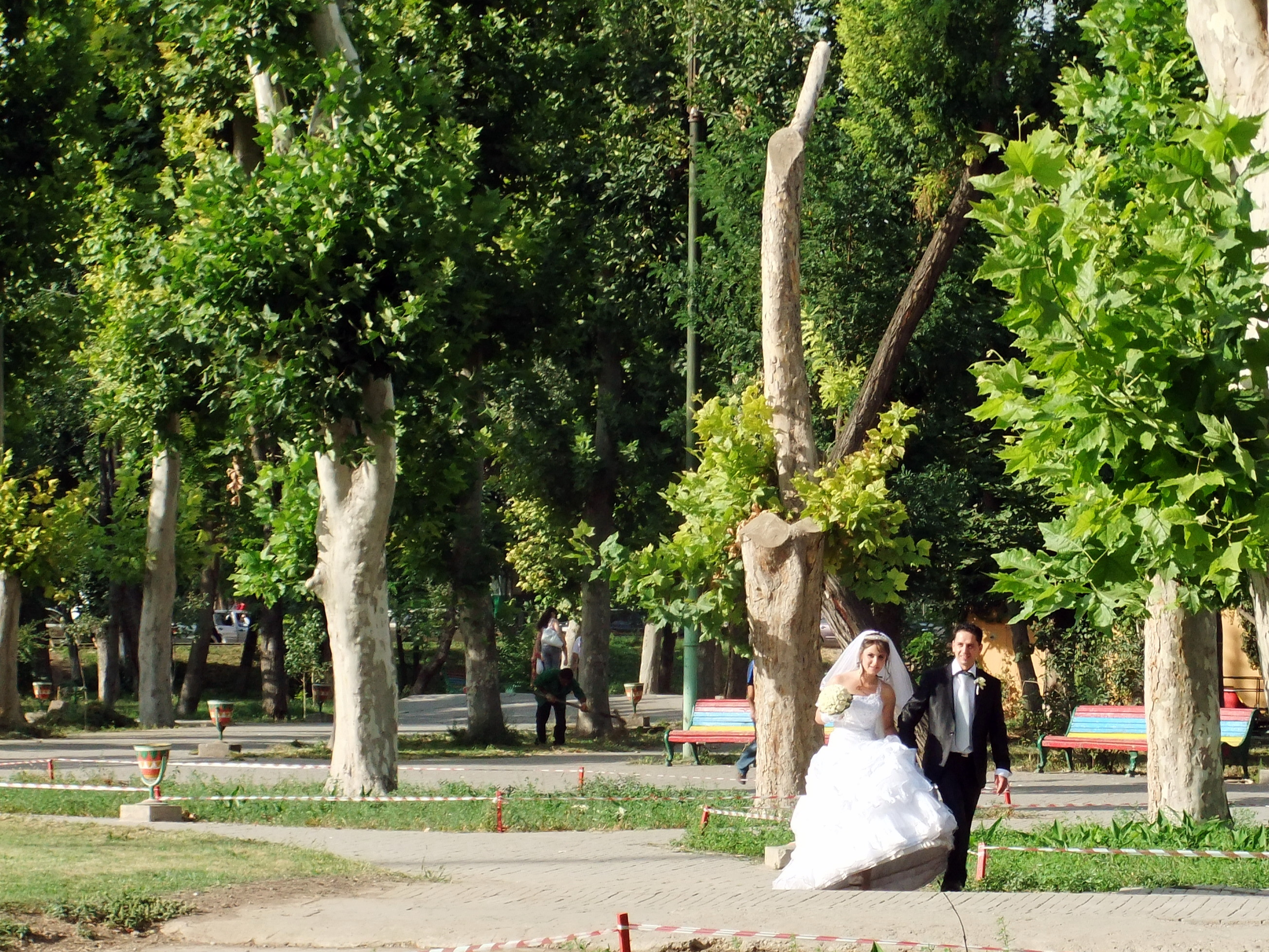
View from the park
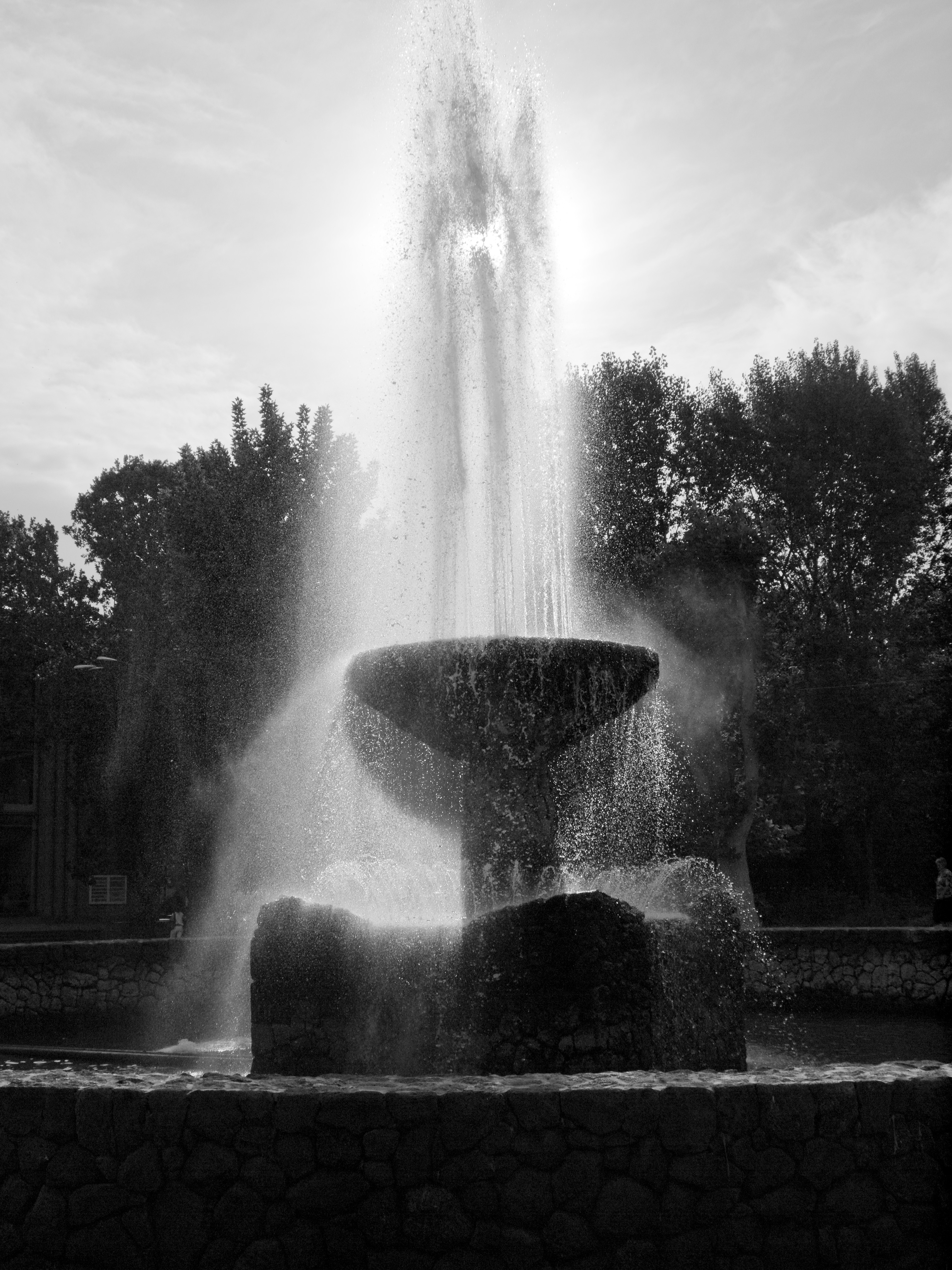
The central fountain
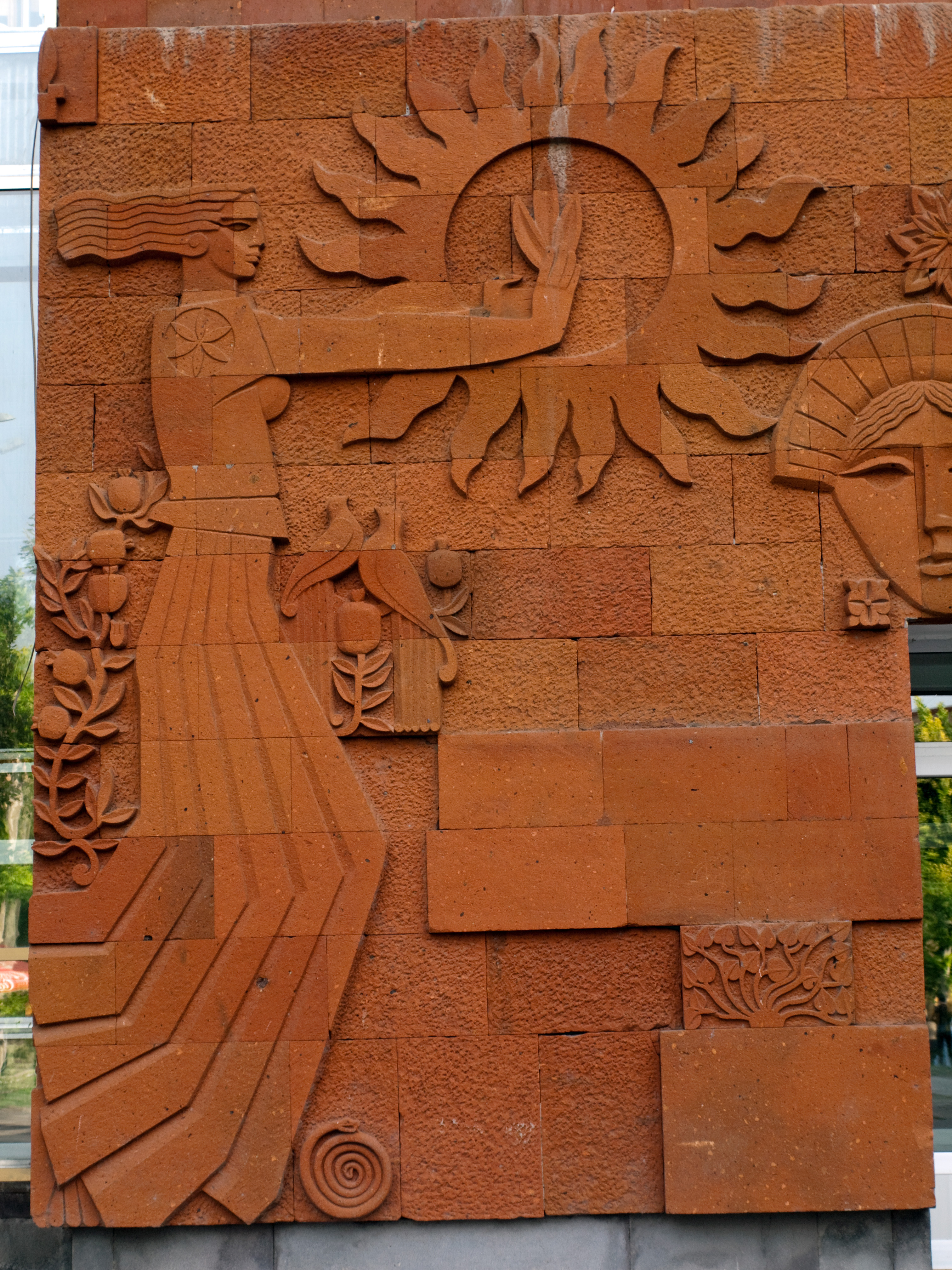
Monument in the park